# Stilbina numida
Stilbina numida là một loài bướm đêm trong họ Noctuidae.